# Governatore dell'Alaska
Il governatore dell'Alaska è il capo esecutivo dello Stato dell'Alaska. Il governatore è il comandante in capo delle forze militari dello Stato (compresa la Guardia Nazionale dell'Alaska e Alaska State Defense Force), il governatore è anche il capo del governo dello Stato dell'Alaska e ha il dovere di far rispettare le leggi dello Stato, e il potere di porre il veto sulle leggi approvate dal parlamento dell'Alaska, convocare la legislatura, di concedere grazie, salvo i casi di impeachment.
I governatori dello Stato sono in totale nove in 11 diversi mandati, anche se il territorio dell'Alaska ha avuto più di 30 governatori tra civili e militari nel corso della sua lunga storia come un territorio indipendente degli Stati Uniti.
L'attuale governatore è Mike Dunleavy, entrato in carica il 3 dicembre 2018.

## Governatori dell'Alaska prima della formazione dello Stato

### Dipartimento della guerra (1867-1877)
| #                 | Foto              | Nome                            | Inizio mandato    | Fine mandato      |
| Department of War | Department of War | Department of War               | Department of War | Department of War |
| ----------------- | ----------------- | ------------------------------- | ----------------- | ----------------- |
| 1                 |                   | Brevet Col. Jefferson C. Davis  | 18 ottobre 1867   | 31 agosto 1870    |
| 2                 |                   | Brevet Capitano George K. Brady | 1º settembre 1870 | 22 settembre 1870 |
| 3                 |                   | Maggiore John C. Tidball        | 23 settembre 1870 | 19 settembre 1871 |
| 4                 |                   | Maggiore Harvey A. Allen        | 20 settembre 1871 | 3 gennaio 1873    |
| 5                 |                   | Maggiore Joseph Stewart         | 4 gennaio 1873    | 20 aprile 1874    |
| 6                 |                   | Capitano George B. Rodney, Jr.  | 21 aprile 1874    | 16 agosto 1874    |
| 7                 |                   | Capitano Joseph B. Campbell     | 17 agosto 1874    | 14 giugno 1876    |
| 8                 |                   | Maggiore John Mendenhall        | 15 giugno 1876    | March 4, 1877     |
| 9                 |                   | Capitano Arthur Morris          | 5 marzo 1877      | 14 giugno 1877    |

### Dipartimento del tesoro (1877-1879)
| #                                        | Foto                                     | Nome                                     | Inizio mandato                           | Fine mandato                             |
| United States Department of the Treasury | United States Department of the Treasury | United States Department of the Treasury | United States Department of the Treasury | United States Department of the Treasury |
| ---------------------------------------- | ---------------------------------------- | ---------------------------------------- | ---------------------------------------- | ---------------------------------------- |
| 10                                       |                                          | Montgomery P. Berry                      | 14 giugno 1877                           | 13 agosto 1877                           |
| 11                                       |                                          | Henry Charles DeAhna                     | 14 agosto 1877                           | 26 marzo 1878                            |
| 12                                       |                                          | M. D. Ball                               | 27 marzo 1878                            | 13 giugno 1879                           |

### United States Navy (1879-1884)
| #                  | Foto               | Nome                       | Inizio mandato     | Fine mandato       |
| United States Navy | United States Navy | United States Navy         | United States Navy | United States Navy |
| ------------------ | ------------------ | -------------------------- | ------------------ | ------------------ |
| 13                 |                    | Capt. Lester A. Beardslee  | 14 giugno 1879     | 12 settembre 1880  |
| 14                 |                    | Cmdr. Henry Glass          | 13 settembre 1880  | 9 agosto 1881      |
| 15                 |                    | Cmdr. Edward P. Lull       | 10 agosto 1881     | 18 ottobre 1881    |
| 16                 |                    | Cmdr. Henry Glass          | 19 ottobre 1881    | 12 marzo 1882      |
| 17                 |                    | Cmdr. Frederick Pearson    | 13 marzo 1882      | 3 ottobre 1882     |
| 18                 |                    | Cmdr. Edgar C. Merriman    | 4 ottobre 1882     | 15 settembre 1883  |
| 19                 |                    | Cmdr. Joseph Coghlan       | 15 settembre 1883  | 13 settembre 1884  |
| 20                 |                    | Lt. Cmdr. Henry E. Nichols | 14 settembre 1884  | 15 settembre 1884  |

### Governatori del Distretto dell'Alaska
Il 17 maggio 1884, il Dipartimento dell'Alaska venne riformato nel Distretto dell'Alaska, un territorio integrato, ma non organizzato con un governo civile. Il governatore era nominato dal Presidente degli Stati Uniti.
| # | Foto | Nome                  | Mandato                         | Nominato da         |
| - | ---- | --------------------- | ------------------------------- | ------------------- |
| 1 |      | John Henry Kinkead    | 4 luglio 1884 - 7 maggio 1885   | Chester A. Arthur   |
| 2 |      | Alfred P. Swineford   | 7 maggio 1885 - 20 aprile 1889  | Grover Cleveland    |
| 3 |      | Lyman Enos Knapp      | 20 aprile 1889 - 18 giugno 1893 | Benjamin Harrison   |
| 4 |      | James Sheakley        | 18 giugno 1893 - 23 giugno 1897 | Grover Cleveland    |
| 5 |      | John Green Brady      | 23 giugno 1897 - 2 marzo, 1906  | William McKinley    |
| 6 |      | Wilford Bacon Hoggatt | 10 marzo 1906 – 20 maggio 1909  | Theodore Roosevelt  |
| 7 |      | Walter Eli Clark      | 20 maggio 1909 - 24 agosto 1912 | William Howard Taft |

### Governatori del Territorio dell'Alaska
Il Distretto dell'Alaska venne riorganizzato nel Territorio dell'Alaska il 24 agosto 1912. I governatori venivano nominati dal presidente degli Stati Uniti.
Durante la seconda guerra mondiale, alcune delle isole Aleutine furono occupate dal Giappone imperiale dal 5 giugno 1942 al 28 giugno 1943.
Partiti politici: 

  Democratico (4) 
  Repubblicano (6)
Stato: 

  Presidente facente funzioni
| N. | Foto | Governatore                                | Carica          | Carica          | Nominato da | Nominato da               |
| N. | Foto | Governatore                                | Inizio          | Termine         | Nominato da | Nominato da               |
| -- | ---- | ------------------------------------------ | --------------- | --------------- | ----------- | ------------------------- |
| 1  |      | Walter Eli Clark (1869-1950)               | 24 agosto 1912  | 18 aprile 1913  |             | William Howard Taft       |
| 2  |      | John Franklin Alexander Strong (1856-1929) | 18 aprile 1913  | 12 aprile 1918  |             | Woodrow Wilson            |
| 3  |      | Thomas Riggs Jr. (1873-1945)               | 12 aprile 1918  | 16 giugno 1921  |             | Woodrow Wilson            |
| 4  |      | Scott Cordelle Bone (1860-1936)            | 16 giugno 1921  | 16 agosto 1925  |             | Warren Gamaliel Harding   |
| 5  |      | George Alexander Parks (1883-1984)         | 16 agosto 1925  | 19 aprile 1933  |             | Calvin Coolidge           |
| 6  |      | John Weir Troy (1868-1942)                 | 19 aprile 1933  | 6 dicembre 1939 |             | Franklin Delano Roosevelt |
| 7  |      | Ernest Gruening (1887-1974)                | 6 dicembre 1939 | 10 aprile 1953  |             | Franklin Delano Roosevelt |
| 8  |      | B. Frank Heintzleman (1888-1965)           | 10 aprile 1953  | 3 gennaio 1957  |             | Dwight D. Eisenhower      |
| —  |      | Waino Hendrickson (1896-1983)              | 3 gennaio 1957  | 8 aprile 1957   |             | Dwight D. Eisenhower      |
| 9  |      | Mike Stepovich (1919-2014)                 | 8 aprile 1957   | 9 agosto 1958   |             | Dwight D. Eisenhower      |
| —  |      | Waino Hendrickson (1896-1983)              | 9 agosto 1958   | 3 gennaio 1959  |             | Dwight D. Eisenhower      |

## Governatori dello Stato
L'Alaska fu ammesso all'Unione il 3 gennaio 1959.
La costituzione dello Stato prevede l'elezione di un governatore e vice governatore ogni quattro anni sul biglietto stesso, con i loro termini che iniziano il primo lunedi nel dicembre successivo alla elezione. Se la carica del governatore era vacante, il vicegovernatore assume il titolo di governatore.
La costituzione originale del 1956 ha creato la carica di segretario di Stato, che era funzionalmente identico a un Luogotenente Governatore, ed è stato rinominato in "vice governatore" nel 1970.
Ci sono stati sette governatori del Partito Repubblicano, cinque del Partito Democratico, e uno, Wally Hickel, che è stato eletto con il partito di indipendenza dell'Alaska durante il suo secondo periodo in carica.
Molti repubblicani erano insoddisfatti della scelta di Arliss Sturgulewski come candidato del loro partito alla carica di governatore nelle elezioni del 1990, e Hickel fu in grado di attirare i loro voti. Tuttavia, non aderì mai agli ideali secessionisti dell'AIP e passò al Partito Repubblicano otto mesi prima della fine del suo mandato.
Partiti politici: 

  Democratico (4)
  Repubblicano (7)
  Indipendentista (1)
  Indipendente (1)
| N.  | Foto           | Governatore                     | Mandato          | Mandato          | Mandato | Mandato  | Vicegovernatore | Vicegovernatore            |
| N.  | Foto           | Governatore                     | Inizio           | Termine          | N.      | Elezione | Vicegovernatore | Vicegovernatore            |
| --- | -------------- | ------------------------------- | ---------------- | ---------------- | ------- | -------- | --------------- | -------------------------- |
| 1   |                | William Allen Egan (1914-1984)  | 3 gennaio 1959   | 5 dicembre 1966  | 1       | 1958     |                 | Hugh Wade                  |
| 1   | 2              | William Allen Egan (1914-1984)  | 3 gennaio 1959   | 5 dicembre 1966  | 1962    |          |                 | Hugh Wade                  |
| 2   |                | Wally Hickel (1919-2010)        | 5 dicembre 1966  | 29 dicembre 1969 | ½       | 1966     |                 | Keith Harvey Miller        |
| 3   |                | Keith Harvey Miller (1925-2019) | 29 dicembre 1969 | 7 dicembre 1970  | ½       | 1966     |                 | Robert W. Ward             |
| 4   |                | William Allen Egan (1914-1984)  | 7 dicembre 1970  | 2 dicembre 1974  | 1       | 1970     |                 | H. A. Boucher              |
| 5   |                | Jay Hammond (1922-2005)         | 2 dicembre 1974  | 6 dicembre 1982  | 1       | 1974     |                 | Lowell Thomas, Jr.         |
| 5   | 2              | Jay Hammond (1922-2005)         | 2 dicembre 1974  | 6 dicembre 1982  | 1978    |          | Terry Miller    |                            |
| 6   |                | Bill Sheffield (1928-2022)      | 6 dicembre 1982  | 1º dicembre 1986 | 1       | 1982     |                 | Stephen McAlpine           |
| 7   |                | Steve Cowper (1938-)            | 1º dicembre 1986 | 3 dicembre 1990  | 1       | 1986     |                 | Stephen McAlpine           |
| 8   |                | Wally Hickel (1919-2010)        | 3 dicembre 1990  | 5 dicembre 1994  | 1       | 1990     |                 | Jack Coghill               |
| (8) |                | Wally Hickel (1919-2010)        | 3 dicembre 1990  | 5 dicembre 1994  | 1       | 1990     |                 | Jack Coghill               |
| 9   |                | Tony Knowles (1943-)            | 5 dicembre 1994  | 2 dicembre 2002  | 1       | 1994     |                 | Fran Ulmer                 |
| 9   | 2              | Tony Knowles (1943-)            | 5 dicembre 1994  | 2 dicembre 2002  | 1998    |          |                 | Fran Ulmer                 |
| 10  |                | Frank Murkowski (1933-)         | 2 dicembre 2002  | 4 dicembre 2006  | 1       | 2002     |                 | Loren Leman                |
| 11  |                | Sarah Palin (1964-)             | 4 dicembre 2006  | 26 luglio 2009   | ½       | 2006     |                 | Sean Parnell               |
| 12  |                | Sean Parnell (1962-)            | 26 luglio 2009   | 1º dicembre 2014 | ½       | 2006     | Vacante         | Vacante                    |
| 12  | Craig Campbell | Sean Parnell (1962-)            | 26 luglio 2009   | 1º dicembre 2014 | ½       | 2006     |                 |                            |
| 12  | 1              | Sean Parnell (1962-)            | 26 luglio 2009   | 1º dicembre 2014 | 2010    |          | Mead Treadwell  |                            |
| 13  |                | Bill Walker (1951-)             | 1º dicembre 2014 | 3 dicembre 2018  | 1       | 2014     |                 | Byron Mallott              |
| 14  |                | Mike Dunleavy (1961-)           | 3 dicembre 2018  | in carica        | 1       | 2018     |                 | Kevin MeyerNancy Dahlstrom |
| 14  | 2              | Mike Dunleavy (1961-)           | 3 dicembre 2018  | in carica        | 2022    |          |                 | Kevin MeyerNancy Dahlstrom |